# پیزانلو

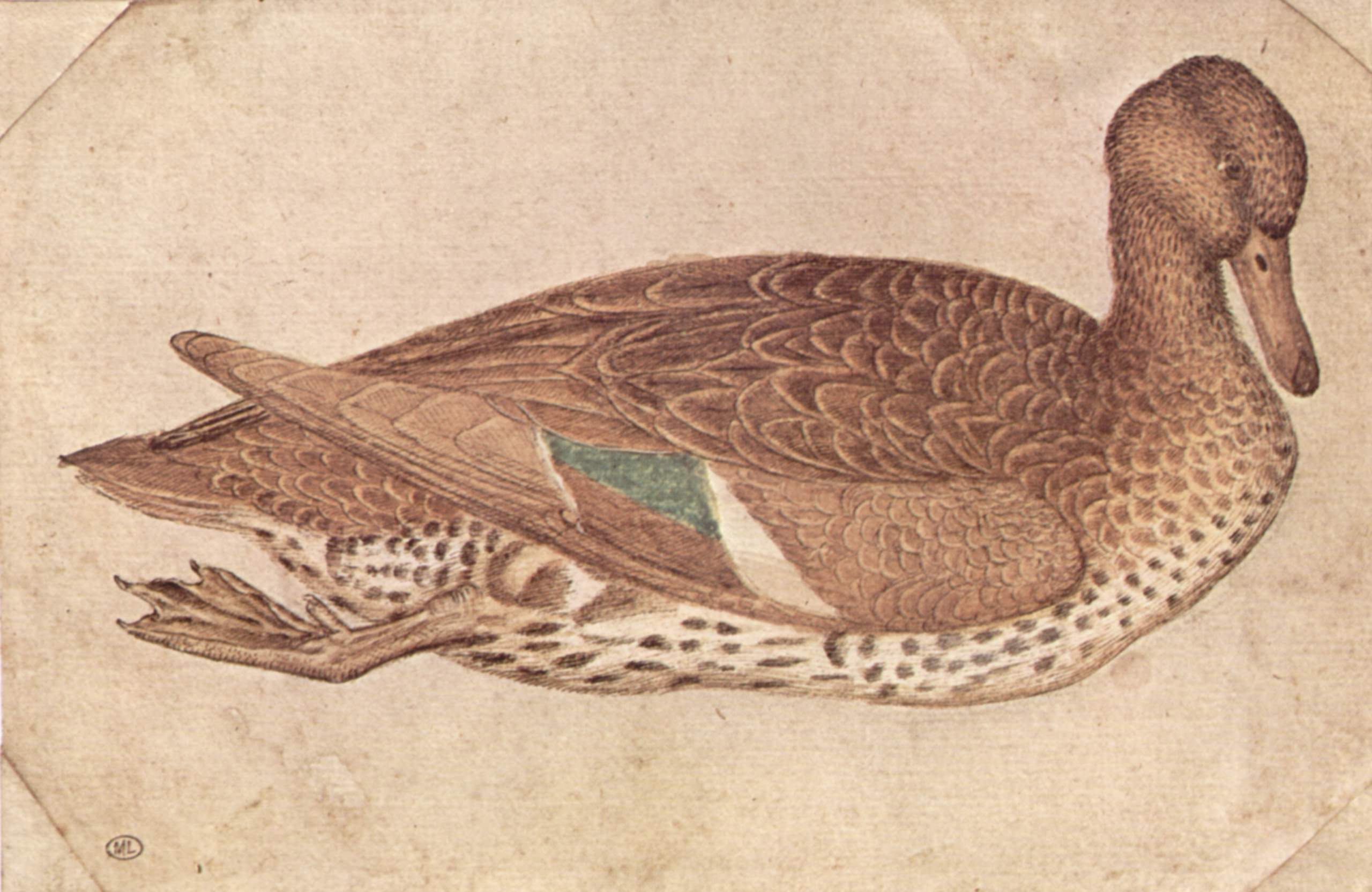
مرغابی به شیوه آبرنگ اثر پیزانلو.

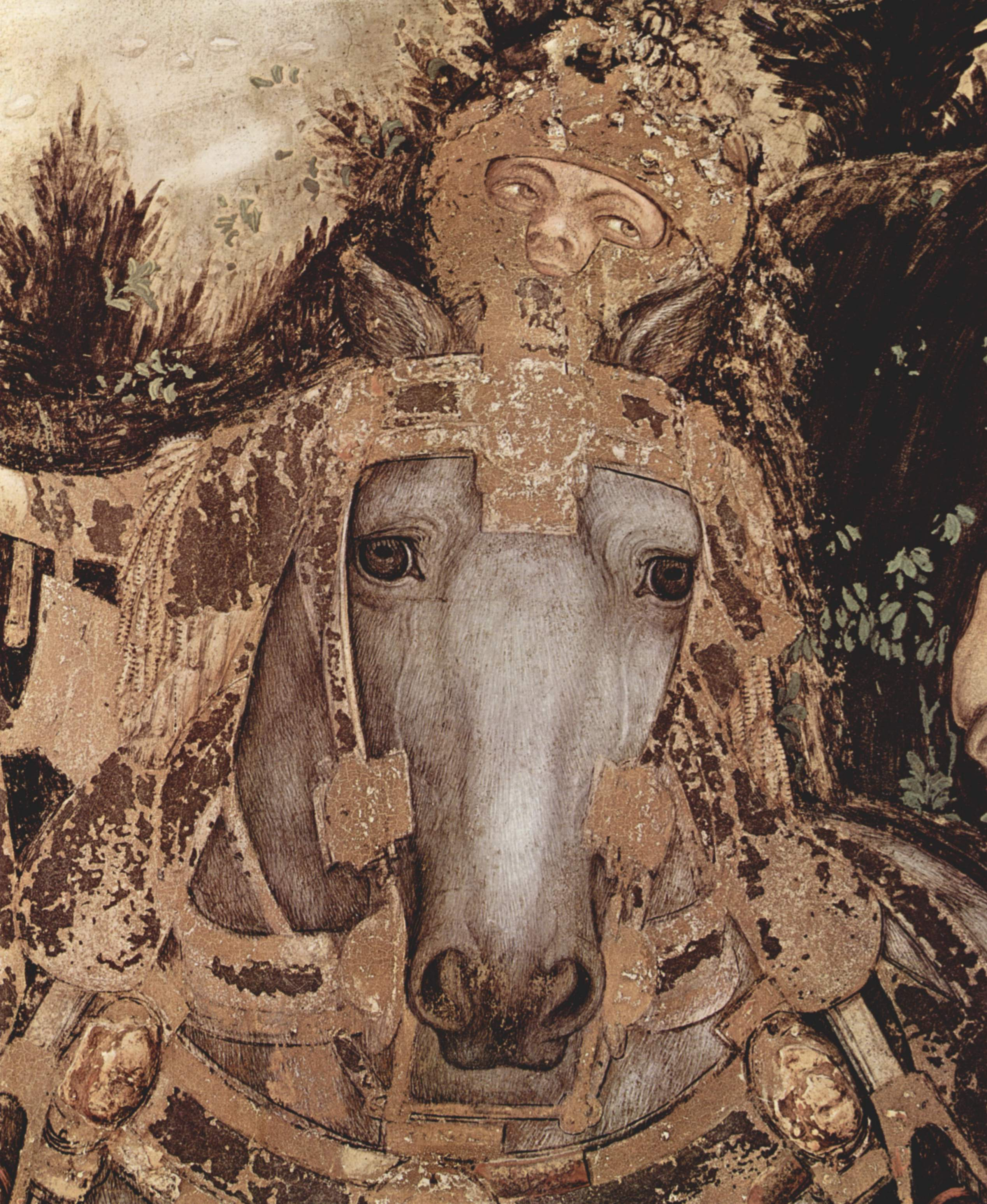
سنت جرج و شاهدخت.

پیزانِلو (۱۳۹۵–۱۴۵۵ میلادی) (به ایتالیایی: Pisanello) با نام کامل آنتونیو دی پوچو پیزانو یا آنتونیو دی پوچو د چرتو یکی از شناخته شده‌ترین نقاشان اوایل رنسانس و مکتب کواتروچنتو می‌باشد که به اشتباه از سوی جورجو وازاری ویتوره پیزانو نامیده شده است.
پیزانلو از سوی انسانگرایان معاصر خویش و شاعرانی چون گوارینو د ورونا ستایش شده و با نام‌هایی چون چیمابوئه، فیدیاس و پراکسیتلس مقایسه شده‌است.

## گالری تصاویر

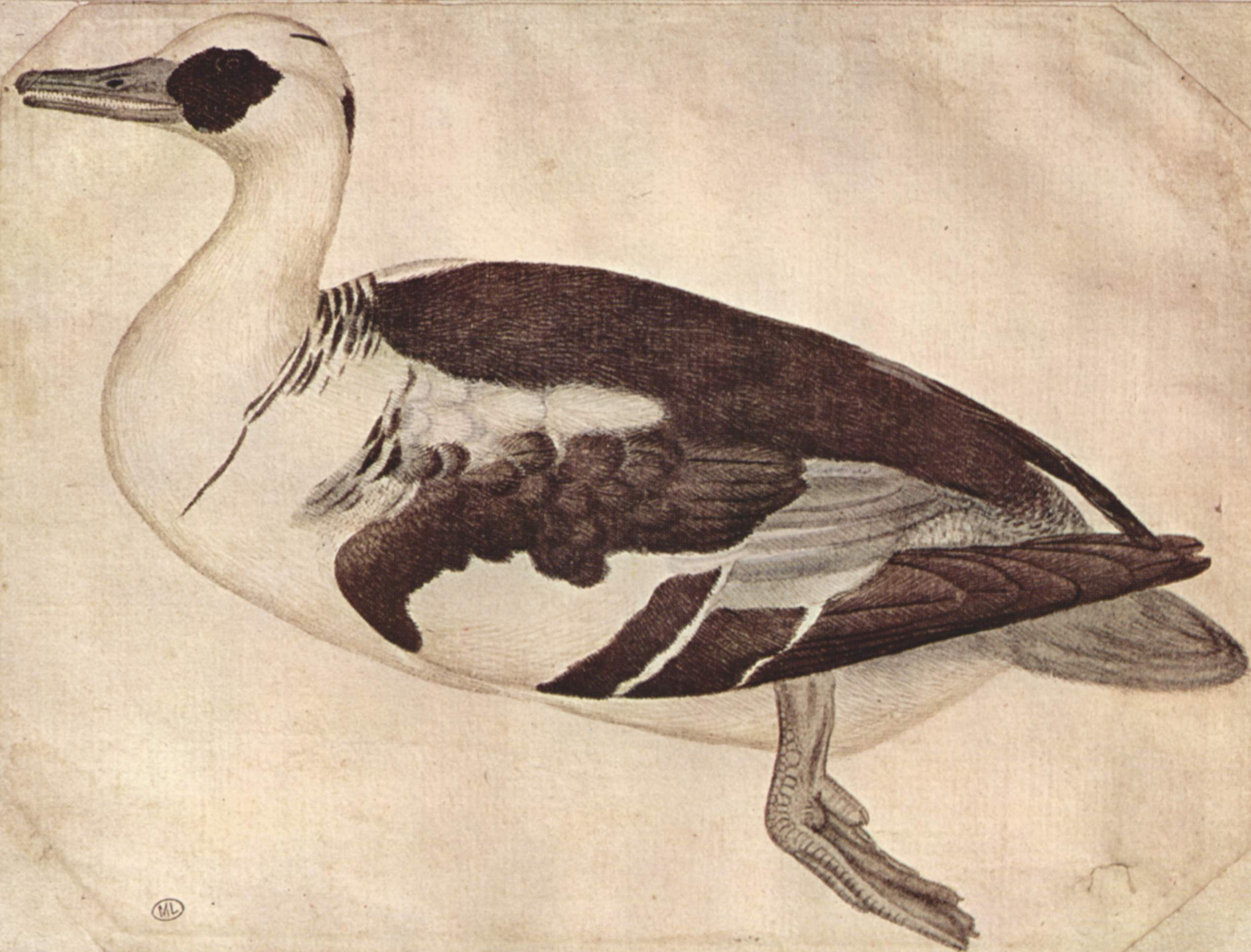
Duck (watercolor)
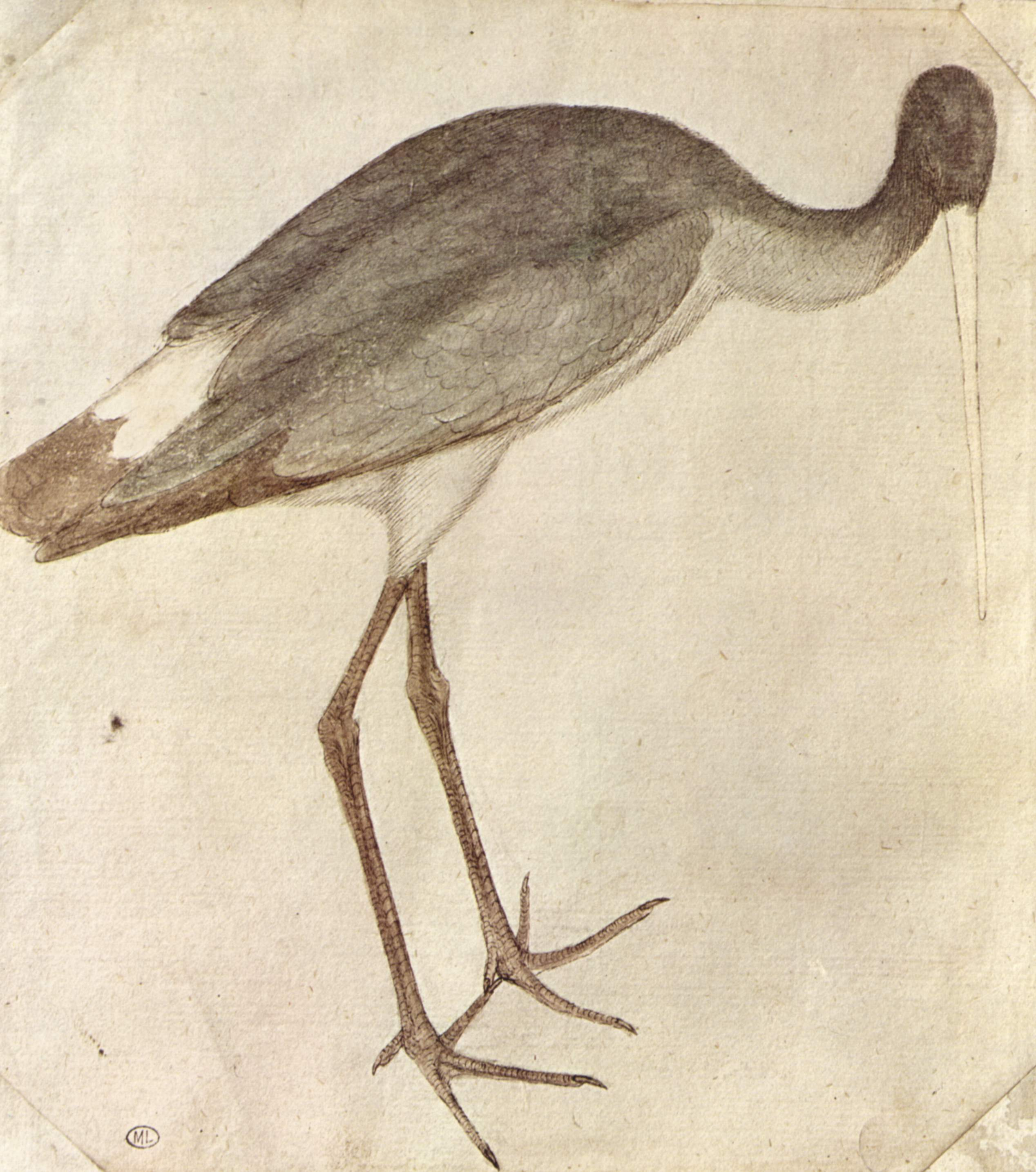
Stork
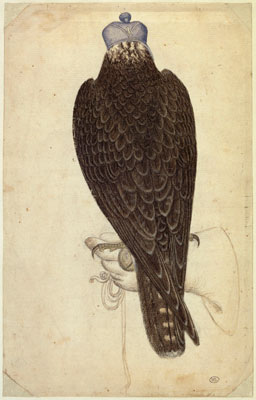
Falcon
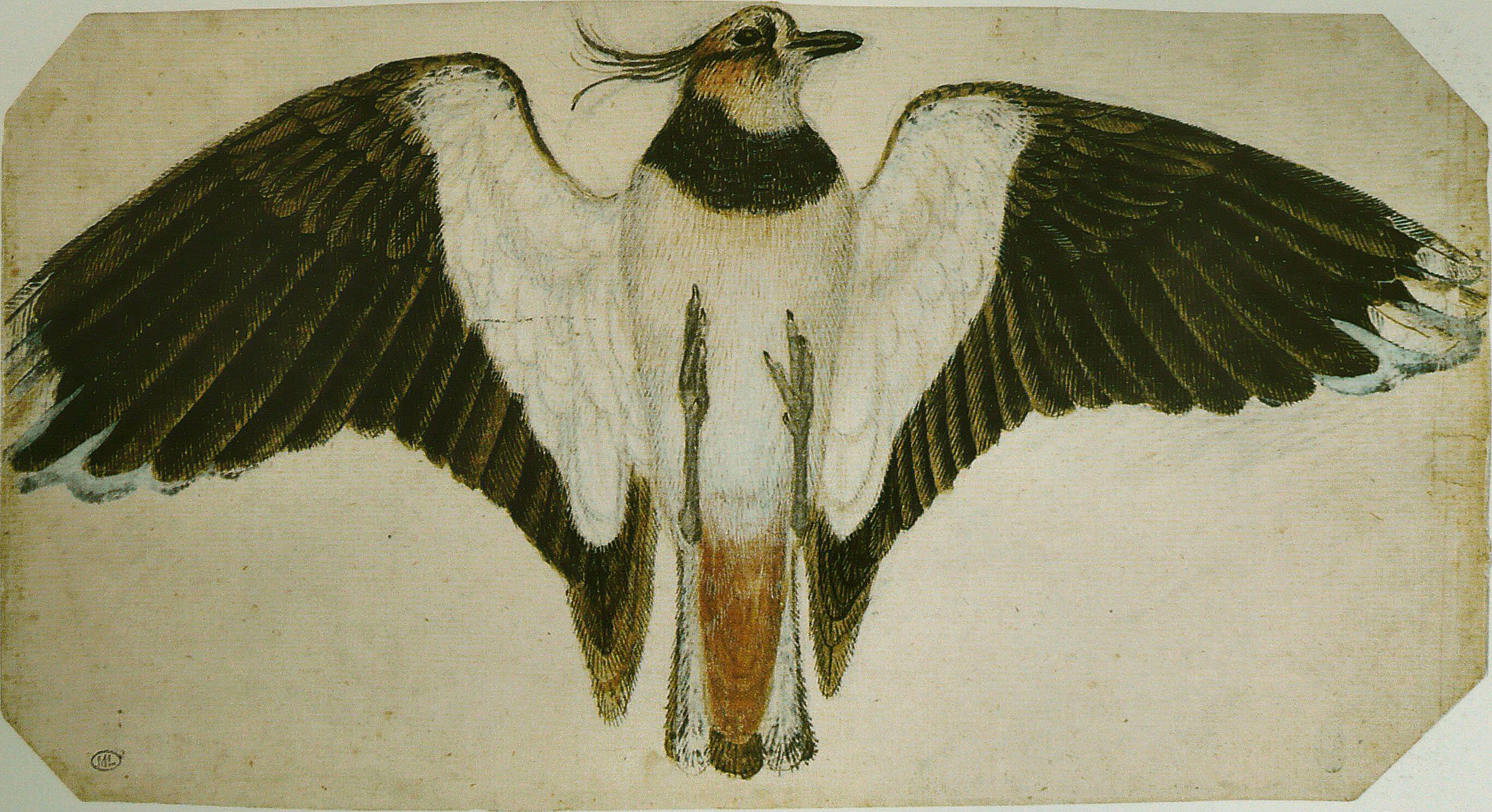
Bird
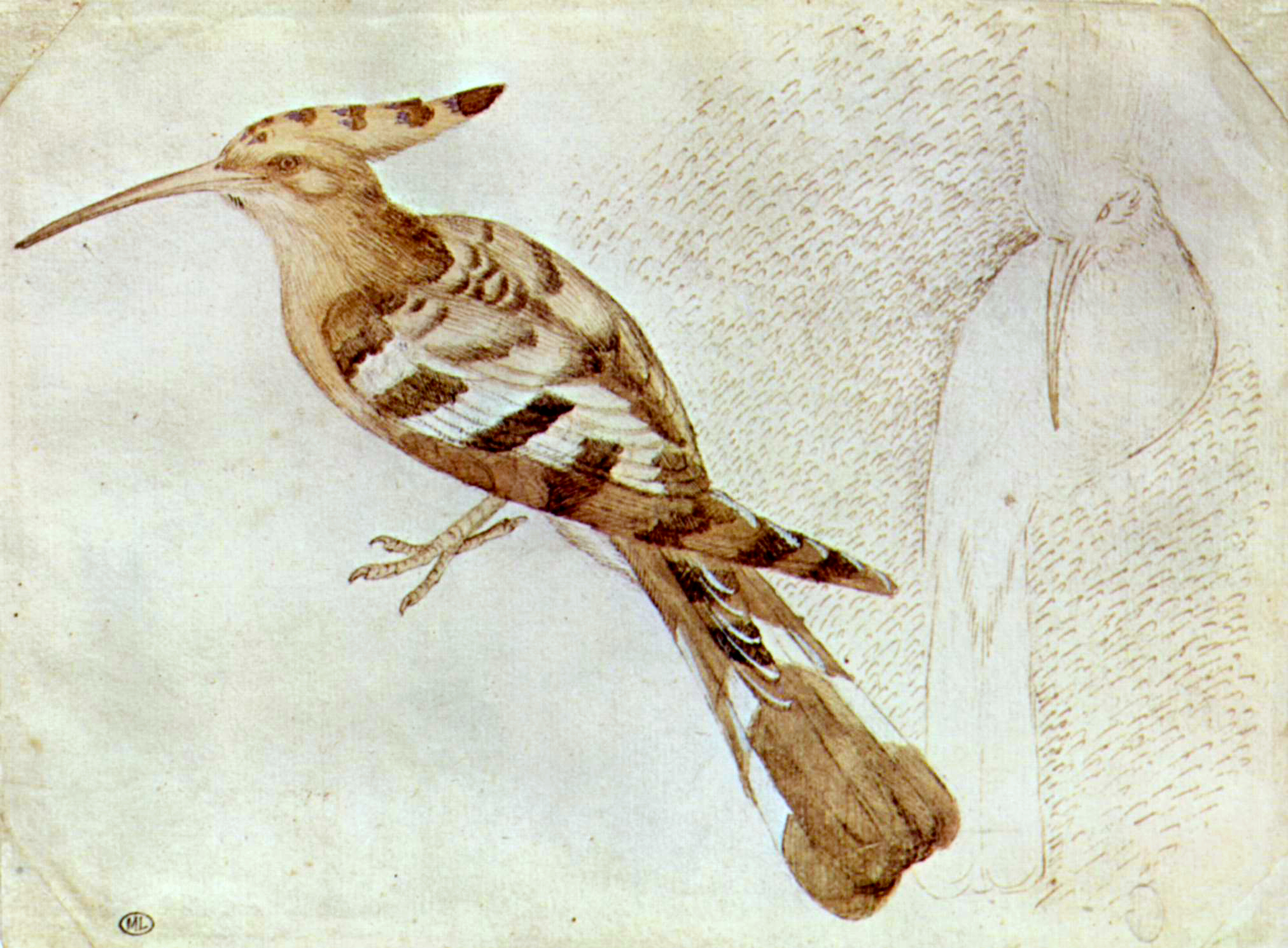
Bird
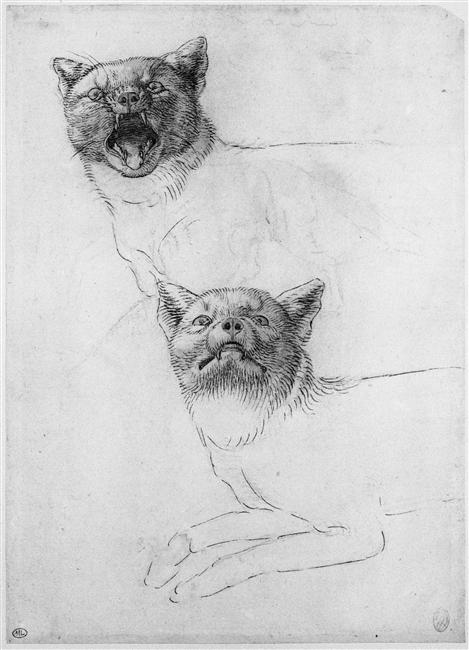
Studies of Cats
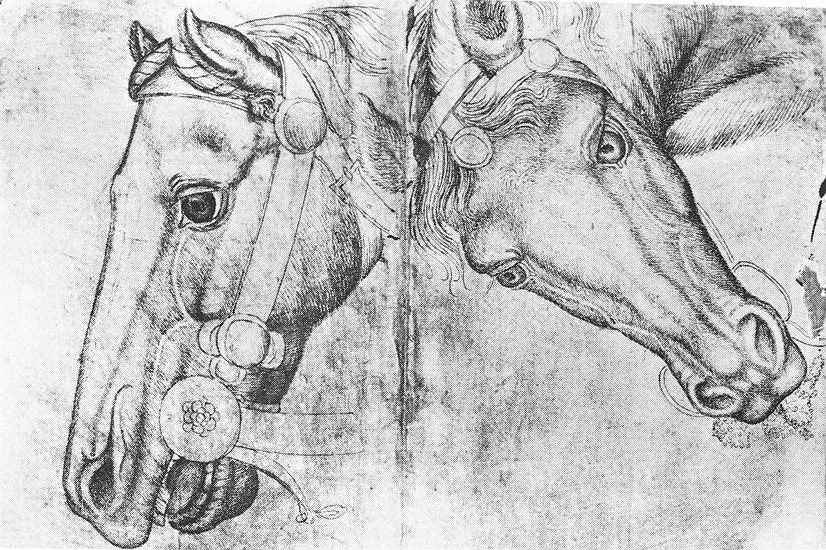
Studies of Horses
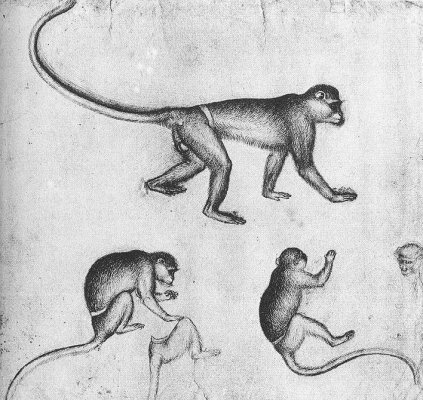
Monkeys
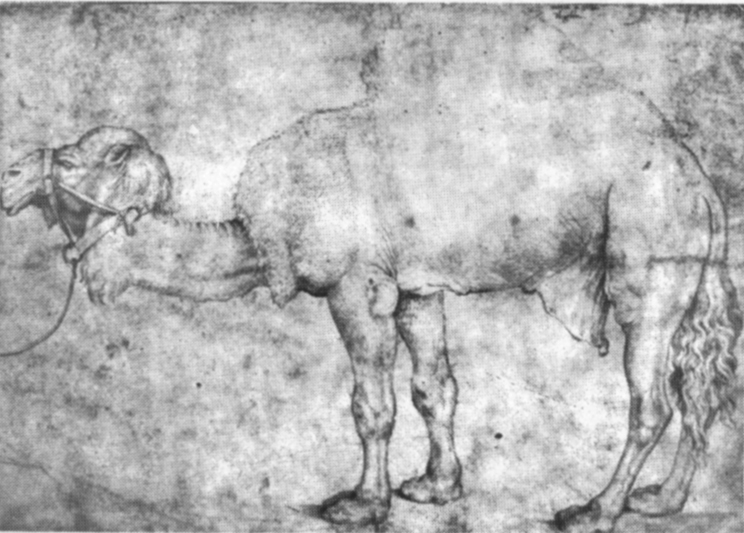
Camel
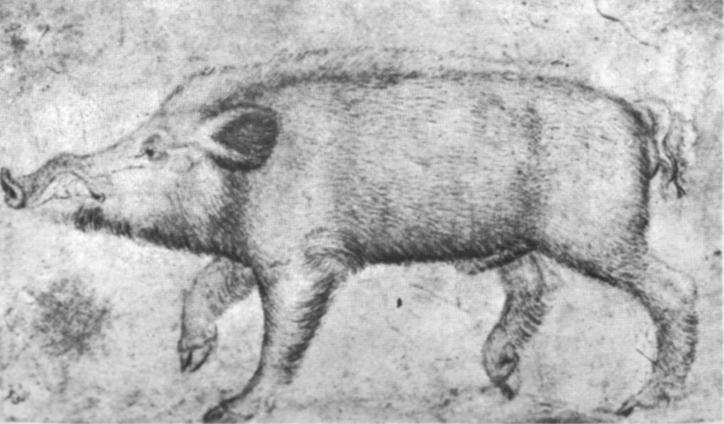
Boar